# Mario Di Nardo
Mario Di Nardo (né en 1929 à Rome) est un scénariste, producteur de cinéma, réalisateur et acteur italien.

## Biographie
Mario Di Nardo a écrit son premier scénario en 1953 avec le film Le Drame d'une vie de Flavio Calzavara ; au début de la décennie suivante, il devient un scénariste prolifique, particulièrement dans le cinéma de genre. Il a également collaboré à plusieurs reprises avec Mauro Bolognini et Tonino Valerii.
En 1967, son seul film en tant que réalisateur, la comédie d'aventure Le Trésor du désert de feu avec Marie-France Pisier, n'a guère eu de succès. Il a été producteur à cinq reprises.

## Filmographie partielle

### Comme scénariste
- 1953 : Le Drame d'une vie (Dieci canzoni d'amore da salvare) de Flavio Calzavara
- 1958 : L'Esclave d'Orient (Afrodite, dea dell'amore) de Mario Bonnard
- 1964 : Trois Dollars de plomb (Tre dollari di piombo) de Pino Mercanti
- 1968 : Quinze Potences pour un salopard (Quindici forche per un assassino) de Nunzio Malasomma
- 1968 : Le Bâtard (I bastardi) de Duccio Tessari
- 1969 : Le Dernier des salauds (Il pistolero dell'Ave Maria) de Ferdinando Baldi
- 1969 : La Mort sonne toujours deux fois (Blonde Köder für den Mörder) de Harald Philipp
- 1970 : Ciak Mull, le Bâtard de Dodge City (Ciakmull - L'uomo della vendetta) d'Enzo Barboni
- 1970 : Ici Londres… la colombe ne doit pas voler (La colomba non deve volare) de Sergio Garrone
- 1970 : L'Île de l'épouvante (5 bambole per la luna d'agosto) de Mario Bava
- 1970 : Roy Colt et Winchester Jack (Roy Colt e Winchester Jack) de Mario Bava
- 1970 : Ma chi t'ha dato la patente? (it) de Nando Cicero
- 1970 : Le Commando des braves (Consigna: matar al comandante en jefe) de José Luis Merino
- 1971 : Bubu de Montparnasse (Bubù) de Mauro Bolognini
- 1971 : L'Œil du typhon (El ojo del huracán) de José María Forqué
- 1971 : Les Pirates de l'île verte (I pirati dell'isola verde) de Ferdinando Baldi
- 1971 : Journée noire pour un bélier (Giornata nera per l'ariete) de Luigi Bazzoni
- 1972 : Les Deux Visages de la peur (Coartada en disco rojo) de Tulio Demicheli
- 1972 : La Fille à la peau de lune (La ragazza dalla pelle di luna) de Luigi Scattini
- 1973 : Ricco (Ajuste de cuentas) de Tulio Demicheli
- 1973 : Un modo di essere donna de Pier Ludovico Pavoni
- 1974 : Amour libre (Amore libero) de Pier Ludovico Pavoni
- 1975 : L'amica di mia madre (it) de Mauro Ivaldi
- 1977 : Yéti, le Géant d'un autre monde (Yeti - Il gigante del 20. secolo) de Gianfranco Parolini
- 1997 : Brat naszego Boga (pl) de Krzysztof Zanussi

### Comme producteur
- 1973 : Un modo di essere donna de Pier Ludovico Pavoni
- 1976 : Geometra Prinetti selvaggiamente Osvaldo (it) de Ferdinando Baldi
- 1977 : Nove ospiti per un delitto de Ferdinando Baldi
- 1977 : Yéti, le Géant d'un autre monde (Yeti - Il gigante del 20. secolo) de Gianfranco Parolini
- 1989 : La Boutique de l'orfèvre (it) (La bottega dell'orefice) de Michael Anderson

### Comme réalisateur
- 1967 : Le Trésor du désert de feu (Non sta bene rubare il tesoro)

### Comme acteur
- 1996 : Le Grand Galop (pl) (Cwał) de Krzysztof Zanussi : le diplomate italien